# Caught in a Life
Caught in a Life è l'album di debutto del gruppo musicale pop rock norvegese Donkeyboy, pubblicato il 19 ottobre 2009 dall'etichetta discografica Warner.
Supportato dal grande seguito dei singoli usciti prima della pubblicazione del disco, Ambitions e Sometimes, ha raggiunto la vetta della classifica norvegese restandovi per quattro settimane e la sesta posizione della classifica svedese.
L'album era prodotto da Simen M Eriksrud e Espen Berg.

## Tracce
CD (Warner 2564682542 (Warner) / EAN 0825646825424)
1. Stereolife – 3:07 (Cato Sundberg, Kent Sundberg, Simen M Eriksrud)
2. Ambitions (featuring Linnea Dale) – 3:09 (Cato Sundberg, Kent Sundberg, Simen M Eriksrud, Simone Larsen)
3. Awake (featuring Linnea Dale) – 2:58 (Cato Sundberg, Kent Sundberg, Simen M Eriksrud)
4. Broke My Eyes – 5:03 (Cato Sundberg, Kent Sundberg)
5. Sleep in Silence – 4:18 (Cato Sundberg, Kent Sundberg, Simen M Eriksrud)
6. Blade Running – 3:35 (Cato Sundberg, Kent Sundberg)
7. Sometimes (featuring Linnea Dale) – 3:11 (Cato Sundberg, Kent Sundberg, Simen M Eriksrud)
8. Promise Kept – 3:20 (Cato Sundberg, Kent Sundberg, Simen M Eriksrud)
9. We Can't Hide – 3:58 (Cato Sundberg, Kent Sundberg)
10. Caught in a Life – 4:04 (Cato Sundberg, Kent Sundberg)

Durata totale: 36:43

## Classifiche
| Paese    | Posizione raggiunta |
| -------- | ------------------- |
| Norvegia | 1                   |
| Svezia   | 6                   |